# Halopteris carinata
Halopteris carinata är en nässeldjursart som först beskrevs av George James Allman 1877.  Halopteris carinata ingår i släktet Halopteris och familjen Halopterididae. Inga underarter finns listade i Catalogue of Life.